# فرودگاه ترات
فرودگاه ترات (به انگلیسی: Trat Airport) یک فرودگاه همگانی با کد یاتا TDX است که یک باند فرود آسفالت دارد و طول باند آن ۱۵۰۹ متر است. این فرودگاه در کشور تایلند قرار دارد و در ارتفاع ۳۲ متری از سطح دریا واقع شده است.